# Ruh al-Qudus (Zeitschrift)
Die persischsprachige Zeitschrift Rūḥ al-Qudus (persisch روح القدس, DMG Rūḥ al-Qudus, ‚Der Heilige Geist‘) erschien vierzehntäglich 1907 und 1908 in Teheran in insgesamt 29 Ausgaben. Herausgeber war Sultan al-'Ulama Chorasani (1839–1911), ein schiitischer Religionsgelehrter und politischer Aktivist, der durch die Unterstützung der Konstitutionellen Revolution im Iran (1905–1911) und seine Kritik an der Regierung Mohammed Ali Schahs bekannt wurde.
Mit der Gründung dieser revolutionären Oppositionszeitschrift wurde das Ziel verfolgt, Meinungen zu herrschenden politischen und gesellschaftlichen Zuständen zu veröffentlichen und die Missstände offen zu kritisieren. Aufgrund ihrer nicht unbedingt einfachen Sprache wird davon ausgegangen, dass eine eher politisch gebildete und im oppositionellen Spektrum angesiedelte Leserschaft erreicht werden sollte.
Zusammen mit den Zeitschriften Musavat und Sur-e Esrafil trug Ruh al-Qudus durch ihre revolutionäre und aggressive Ausrichtung maßgeblich zur Unterstützung der Konstitutionellen Revolution bei.
Nach Mohammed Ali Schahs Thronbesteigung und Konterrevolution im Juni 1908 wurde die Zeitschrift, wie auch viele andere iranische Presseorgane, endgültig verboten.